# Unterhaus – Mainzer Forum-Theater

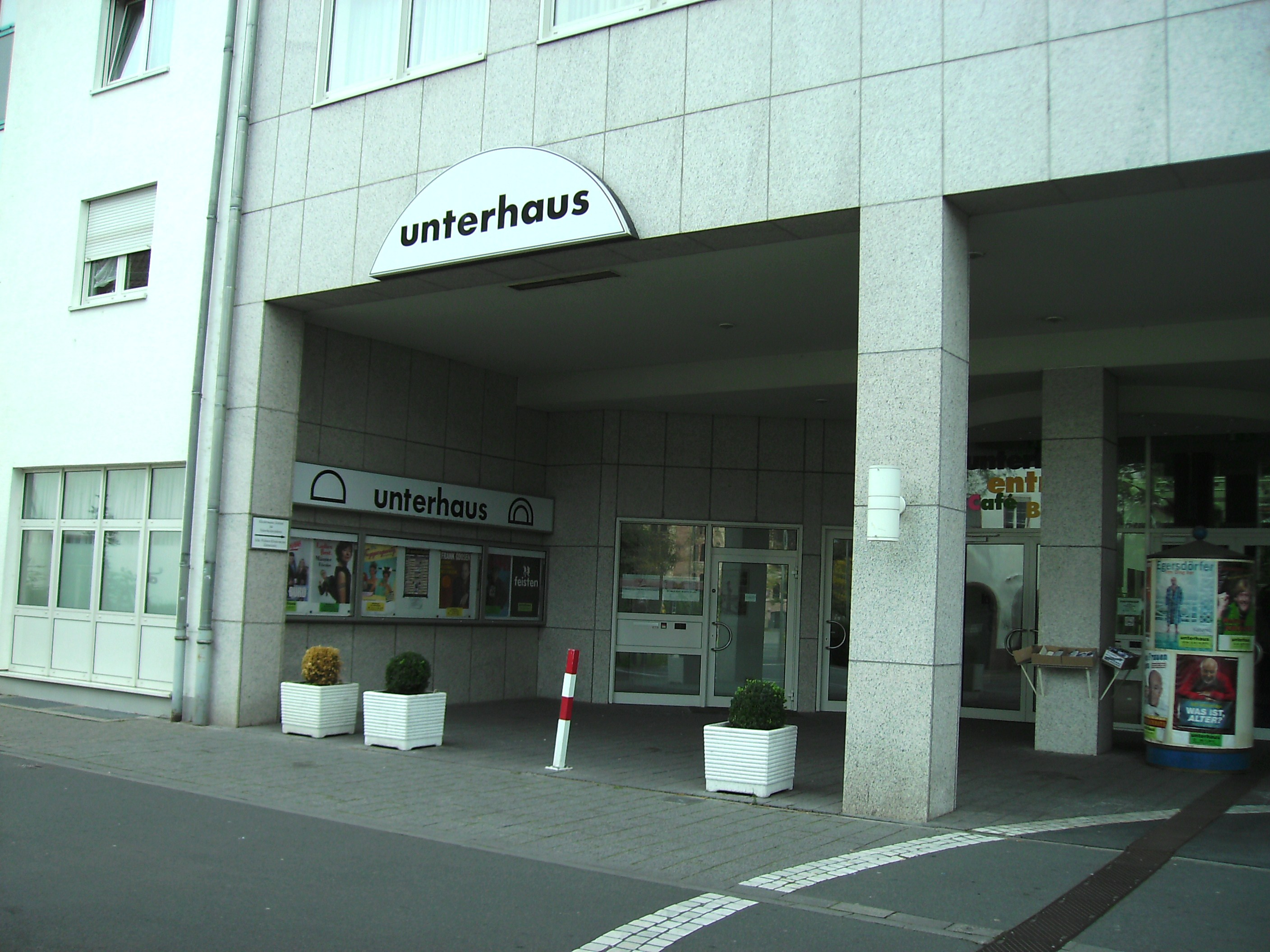
Das unterhaus in Mainz (Haupteingang)

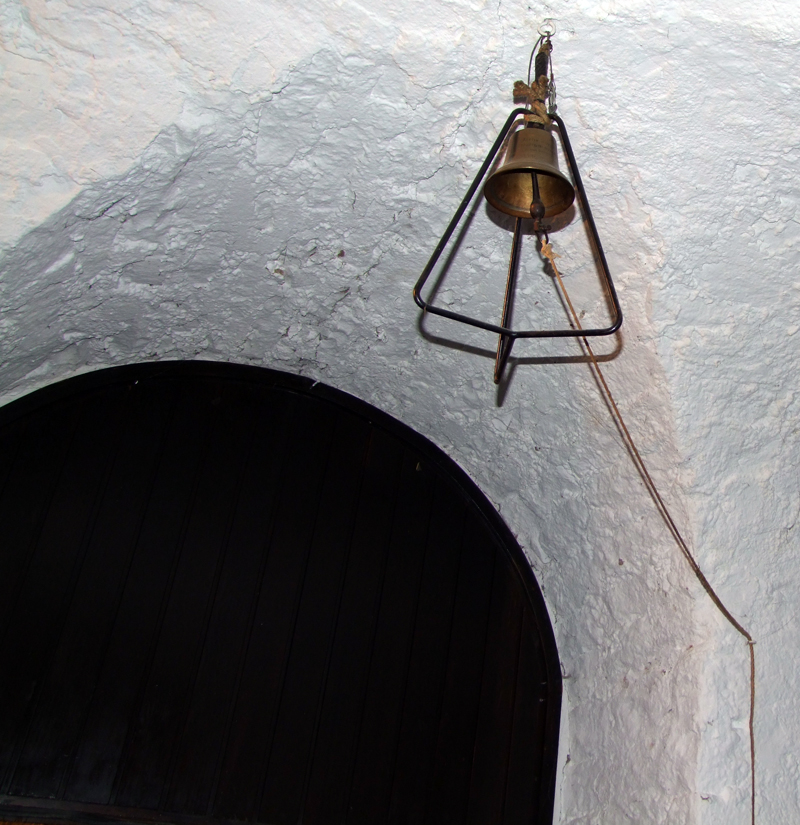
Mit dieser Glocke wird jede Vorstellung eingeläutet

Das unterhaus (unterhaus – Mainzer Forum Theater gGmbH) ist eine Kleinkunstbühne in Mainz. Auf ihr werden seit der Eröffnung im Januar 1966 Kabarett, Lied und Chanson, Comedy und alle Mischformen der Kleinkunst gepflegt. Es gilt in als eines der bedeutendsten Zentren für Kleinkunst in Deutschland.

## Gründer
- Artur Bergk, Tontechniker beim ZDF, erster hauptamtlicher Mitarbeiter des unterhauses, ab 1978 geschäftsführender Gesellschafter des Mainzer Forum-Theaters unterhaus.
- Renate Fritz-Schillo, Schauspielerin und Regisseurin, seit 1978 geschäftsführende Gesellschafterin des Mainzer Forum-Theaters unterhaus.
- Carl-Friedrich (Ce-Eff) Krüger, von 1965 bis 1978 Redakteur beim ZDF, seit 1978 geschäftsführender Gesellschafter des Mainzer Forum-Theaters unterhaus

Im Mai 2007 wurde das unterhaus von den Gründern Bergk und Krüger an den Verein unterhaus Stiftung mit dessen Vorsitzenden Jens Beutel (als Privatperson und nicht als Oberbürgermeister von Mainz) verkauft, die das unterhaus seitdem als Gemeinnützige GmbH weiterbetreibt. Weitere Träger der neuen Stiftung sind: Wendelin Abresch, Doris Ahnen, Hans Jacobshagen, Peter Krawietz, Stefanie Mittenzwei und Walter Schumacher. Schatzmeisterin ist Simone Sanftenberg. Den stellvertretenden Vorsitz besetzt laut Satzung der Geschäftsführer, von 2003 bis 2019 Ewald Dietrich.
Von Juli 2019 bis Ende September 2021 war Stephan Denzer, der als ZDF-Redakteur die Satiresendungen heute-show und Die Anstalt initiierte, Geschäftsführer im Mainzer Unterhaus.
Seit Oktober 2021 wird die Kleinkunstbühne übergangsweise von Britta Zimmermann und Gianluca Caso geleitet.

## Bühnen

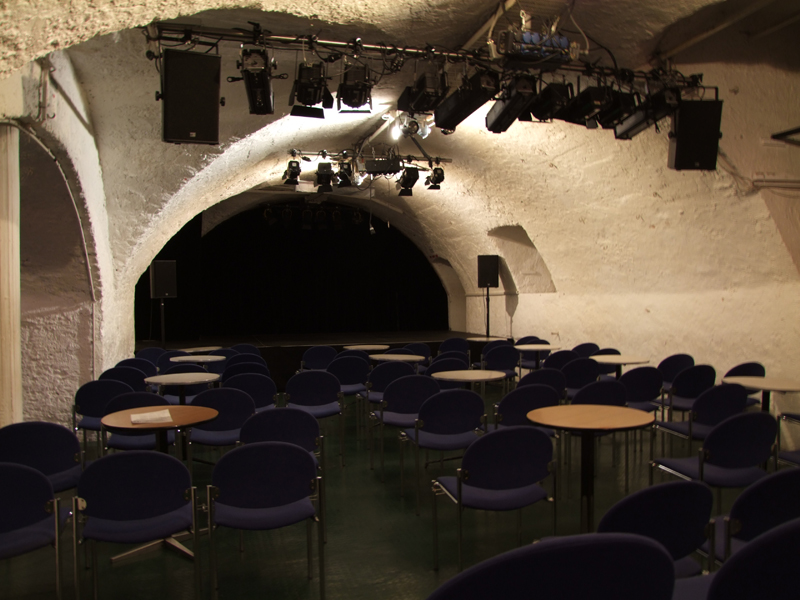
unterhaus im unterhaus

Das unterhaus hat zwei Bühnen, in denen die Vorstellungen stattfinden können.
- unterhaus Mainzer Forum-Theater (sozusagen das „große unterhaus“), ist in einem Rundgewölbebau untergebracht
- unterhaus im unterhaus (Mainzer Kleinkunstbühne) (das „kleine unterhaus“, liegt über dem großen unterhaus)

Daneben können auch Veranstaltungen im unterhaus-entrée stattfinden.
Darüber hinaus gastiert das unterhaus auch des Öfteren im Frankfurter Hof und der Halle 45.

## Deutscher Kleinkunstpreis
1972 verlieh das unterhaus erstmals den Deutschen Kleinkunstpreis, in Form der „unterhaus-Glocke“. Erster Preisträger war Hanns Dieter Hüsch. Dieser Preis wird seitdem jährlich, und seit 1976 in vier Kategorien verliehen und ist die wichtigste deutsche Auszeichnung auf diesem Gebiet.

## Aufgetreten im unterhaus (Auswahl)
Konrad Beikircher, Andreas Bieber, Wolf Biermann, Gerd Dudenhöffer, Andreas Etienne, Thomas Freitag, Gert Fröbe, Klaus Hoffmann, Hanns Dieter Hüsch, Klappmaul Theater, Reiner Kröhnert, Frank Lüdecke, Gisela May, Wolfgang Neuss, Gerd J. Pohl, Gerhard Polt, Arnulf Rating, Münchner Rationaltheater, Charles Regnier, Lars Reichow, Richard Rogler, Georg Ringsgwandl, Margit Sponheimer, Die Springmaus, Helen Vita, Hannes Wader u. v. m.

## Jubiläum
Für den 30. und 31. Januar 2016 hatten sich die Stars der Szene, Frank-Markus Barwasser, Jochen Malmsheimer, Urban Priol, Arnulf Rating und Georg Schramm zur Feier „50 Jahre Unterhaus Mainz“ angesagt. Das Jubiläumsprogramm endet mit den Sätzen: „Der Globus dreht sich schnell und schneller, zum Lachen gehen wir in den Keller.“

## Sterne der Satire – Walk of Fame des Kabaretts
Vor dem unterhaus sind die „Sterne der Satire“ in einem „Walk of Fame des Kabaretts“ verewigt.